# Baby Jane (musikalbum)
Baby Jane är Honey Is Cools sista EP-skiva, utgiven 2000 på Rabid Records. "Baby Jane" är en cover av Rod Stewart och "Grand Canaria" en cover av The Soundtrack of Our Lives.

## Låtlista
1. "Baby Jane" - 4:52 (Davis, Stewart)
2. "Under Water" - 5:25 (Karin Dreijer)
3. "Boss" - 3:31 (Honey Is Cool, Karin Dreijer)
4. "Grand Canaria" - 4:10 (Olsson, Lundberg)

## Personal
- Björn Olsson - munspel ("Baby Jane")
- Dan Lepp - piano ("Baby Jane")
- Fredrik Wennerlund - trummor
- Håkan Hellström - oljud på "Grand Canaria"
- Jari Haapalainen - producent, tamburin ("Under Water"), gitarr ("Baby Jane")
- John Jern - gitarr
- Karin Dreijer - gitarr, sång, design
- Pelle Gunnerfeldt - inspelning, gitarr ("Under Water")
- Staffan Larsson - bas

### Fotnoter
1. ↑  ”Baby Jane”. Discogs.com. http://www.discogs.com/Honey-Is-Cool-Early-Morning-Are-You-Working/release/1250012. Läst 15 januari 2012.
2. ↑  Kittel, Christoffer (15 mars 2000). ”Honey Is Cool”. Arkiverad från originalet den 9 december 2007. https://web.archive.org/web/20071209182048/http://www.revolver.nu/artikel/?article_id=643. Läst 15 januari 2012.